# Fundão (distrito)
Fundão é um distrito do município brasileiro de Fundão, estado do Espírito Santo, de população de 8.744 habitantes.